# Laura Balbo
Laura Balbo (Padua, 30 de noviembre de 1933) es una socióloga y política italiana. En 1998, fue elegida Ministra de Igualdad de Oportunidades y presidenta de la Asociación italiana de sociología.

## Carrera política
Ha sido elegida dos veces parlamentaria: la primera en 1983 en la que concurrió como independiente dentro de la lista del Partido Comunista Italiano.  La segunda fue en 1987, integrada dentro de Sinistra Indipendente. 
En 1998 fue llamada por Massimo D'Alema a  ocupar el cargo de Ministra de Igualdad de Oportunidades, responsabilidad en la que estuvo hasta el 2000.
Aparte de estos cargos institucionales, Balbo también ha ocupado la presidencia honoraria de la  Unione degli Atei e degli Agnostici Razionalisti (Unión de ateos y agnósticos racionalistas) y de Italia-Razzismo.

## Carrera académica
En 1956, se graduó por la Universidad de Padua con un grado en sociología. Balbo es una de las más destacadas estudiosas italianas de sociología, sobre todo con relación a los campos del racismo, urbanización, política familiar y del Estado Social. Son particularmente conocidos sus estudios sobre los procesos de racialización y etnitización de la sociedad europea, en la que augura un futuro de mezcla racial. 
Balbo ha sido presidenta de la 'International Association for the Study of Racism (Ámsterdam),  de la Asociación italiana de sociología y decana de la Facultad de Filosofía y Letras de la Universidad de Ferrara. Además es consultora de la Organización Mundial de la Salud y de la UNESCO.

## Obra
- Balbo, L. (1976). Stato di famiglia. Bisogni, privato, collettivo (en italiano). Milán: Etas.
- Balbo, L.; Siebert-Zahar, R. (1979). Interferenze. Lo Stato, la vita familiare, la vita privata (en italiano). Milán: Feltrinelli.
- Balbo, L. (1987). Time to care. Politiche del tempo e diritti quotidian (en italiano). Milán: Angeli.
- Politiche del tempo e diritti quotidiani (Franco Angeli 1987).
- Balbo, L.; Manconi, L. (1990). I razzismi possibili (en italiano). Milán: Feltrinelli.
- Balbo, L. (1991). Tempi di vita. Studi e proposte per cambiarli' (en italiano). Milán: Feltrinelli.
- Balbo, L.; Manconi, L. (1992). I razzismi reali (en italiano). Milan: Feltrinelli.
- Balbo, L.; Manconi, L. (1993). Razzismi. Un vocabolario (en italiano). Milan: Feltrinelli.
- Balbo, L. (2002). Riflessioni in-attuali di una ex ministro. Pensare la politica anche sociologicamente (en italiano). Soveria Mannelli: Rubbettino.
- Balbo, L. (2008). In che razza di società vivremo? L'Europa, i razzismi, il futuro (en italiano). Milan: B. Mondadori.
- Balbo, L. (2008). Il lavoro e la cura. Imparare a cambiare (en italiano). Torino: Einaudi.
- Balbo, L.; Ruzzo, C. (2014). «Italian Populism and the Trajectories of Two Leaders: Silvio Berlusconi and Umberto Bossi».  En Wodak; Khosravinik, Majid; Mral, Brigitte, eds. Right-Wing Populism in Europe: Politics and Discourse (en inglés). London: Bloomsbury.

### Artículos
- Las nuevas fronteras del trabajo, nuevatribuna.es, 12/Junio/2013 - original en italiano en Le nuove frontiere del lavoro, Laura Balbo, sbilanciamoci.info